# Venecija (pokrajina)
Pokrajina Venecija (talijanski: Provincia di Venezia) je jedna od talijanskih pokrajina u okviru regije Veneto u Sjevernoj Italiji. Sjedište pokrajine i najveće naselje je istoimeni grad Venecija.
Površina pokrajine Venecija je 2.462 km², a broj stanovnika 853.132(podatci iz 2008. godine).

## Zemljopis
Provincija Venecija sa sjevero istoka graniči s autonomnom regijom Furlanija-Julijska krajina (pokrajina Udine i pokrajina Pordenone), s juga s pokrajinom Rovigo, a sa zapada s pokrajinom Padova i pokrajinom Treviso.
Pokrajina Venecija nalazi se na Sjeveroistoku Italije uz obale Jadranskog mora. Teren je ravničarski, geološki nastao nanosom alpskih rijeka; Po (na jugu), Brente, Sile, Adige i Piave (na sjeveru). Veliki dio Provincije pripada Venecijanskoj laguni (550 km ²), najvećoj močvari u Sredozemlju.

## Stanovništvo
Pokrajina Venecija je vrlo gusto naseljen kraj s prosječno 350 st/km², posebno je gusto naseljeno područje oko grada Venecije. Pokrajina je administrativno podjeljena na 44 općina (talijanski: Comuni).
Najveća općina i administrativni centar pokrajine je grad Venecija (270.662 st.), u kojoj zajedno s predgrađima živi više od polovice stanovništva. Drugi po veličini je grad Chioggia (51,231 st.) na jugu pokrajine, a treći San Donà di Piave (40.899 st.) na sjeveru.
Pokrajina Venecija je važna turistička destinacija s poznatim ljetovalištima; Lido di Venezia i Jesolo.

### Općine i naselja
| Općina (Comune)            | Stanovnika |
| -------------------------- | ---------- |
| Venecija                   | 270.662    |
| Chioggia                   | 51.231     |
| San Donà di Piave          | 40.899     |
| Mira                       | 37.737     |
| Mirano                     | 26.126     |
| Portogruaro                | 25.162     |
| Spinea                     | 24.698     |
| Jesolo                     | 23.705     |
| Martellago                 | 19.904     |
| Scorzè                     | 18.626     |
| Santa Maria di Sala        | 15.521     |
| Cavarzere                  | 15.319     |
| Noale                      | 15.237     |
| Dolo                       | 14.649     |
| Marcon                     | 12.969     |
| Eraclea                    | 12.653     |
| Cavallino-Treporti         | 12.444     |
| Santo Stino di Livenza     | 12.386     |
| Camponogara                | 11.858     |
| Caorle                     | 11.847     |
| Salzano                    | 11.797     |
| San Michele al Tagliamento | 11.778     |
| Musile di Piave            | 10.642     |
| Concordia Sagittaria       | 10.641     |

## Vanjske poveznice
- www.provincia.venezia.it Službene stranice pokrajine Venecija